# Custard (deutsche Band)
Custard ist eine Heavy- und Power-Metal-Band aus Herne, Nordrhein-Westfalen.

## Geschichte
Die Band Custard wurde Ende 1987 von Chris Klapper, Marc Weißgräber, Jens Schröder und Dirk Müller ursprünglich als Spaßprojekt A.M.F. (Kurzform für: Alcoholic Metal Front) gegründet. Lag der Anspruch der Band anfangs hauptsächlich auf „Vollrausch und Party“, änderte sich dies mit dem Austausch einiger Musiker. Die musikalische Qualität stieg in der Folge enorm, so dass der Name Custard auf lokaler Ebene schnell ein Synonym für guten Thrash Metal wurde. In der weiteren Entwicklung der Band änderte sich die stilistische Ausrichtung drastisch und man bekam seitens der Presse den Stempel Power Metal aufgedrückt.
Mit Demo-Tapes (zum Beispiel Signa Inferre), Eigenproduktionen (unter anderem God of Storm EP) und guter Live-Performance überzeugte die Band die Underground-Presse und auch die führenden Magazine der Metal-Szene berichteten von der Entwicklung Custards.
Im Anschluss an eine Deutschland-Tour als Support von Skyclad nahm die Band ihr erstes Album Kingdoms of your Life auf, das 1998 via Point Music veröffentlicht wurde. Das zweite Album For my King erschien zwei Jahre später bei B.O. Records, einem Unterlabel von Last Episode. Für das dritte Album Wheels of Time von 2005 wechselte Custard zu Mausoleum Records. Das Album wurde in Deutschland insbesondere auf der Attero Dominatus-Tour von Sabaton beworben.
Auch das vierte Album Forces Remain erschien 2008 über Pure Steel Records und damit erneut bei einem neuen Label. Das österreichische Online-Magazin bezeichnete das Album als „höhrenswertes [sic!] Material [...], das wirklich gefundenes Fressen für Freunde des True-, Heavy- und Powermetal-Bereichs darstellen sollte“. Vier Jahre später veröffentlichten Custard das fünfte Album Infested By Anger erstmals bei derselben Plattenfirma. In der Rezension von Metal.de wurde das Qualitätslevel als „recht hoch“ beschrieben.
A Realm of Tales stellte sich 2017 als logischer Nachfolger vor. Versehen mit einem märchenhaften Konzept verstanden es die atmosphärischen Songs den Hörer in die fantastischen Geschichten mitzunehmen. Harte Headbanger feierten eine Märchenstunde; das bekommt man nicht überall zu sehen. Im Fall von Custard fühlte sich das aber sehr „normal“ an.
Das 2021er Output Imperium Rapax widmet sich nun den brachialen Geschichten rund um das Römische Reich. Legionäre und Gladiatoren sorgen für den martialischen Teil, aber auch melancholische Momente finden ihren Platz auf dem Werk. Dynamische Songstrukturen, etwas weniger „Happy Metal“, aber keineswegs den eigenen Stil den Bestien im Circus Maximus zum Fraß vorgeworfen. Ein Hauch von Geschichte weht aus den heimischen Lautsprechern. Lasset die Spiele beginnen…

## Diskografie

### Alben
- 1993: Signa Inferre (Demo)
- 1996: God of Storm (EP, Eigenproduktion)
- 1998: Kingdoms of Your Life (Album, Point Music)
- 2000: For My King (Album, B.O. Records)
- 2005: Wheels of Time (Album, Mausoleum Records)
- 2008: Forces Remain (Album, Pure Steel Records)
- 2012: Infested by Anger (Album, Pure Steel Records)
- 2017: A Realm of Tales (Album, Pure Steel Records)
- 2021: Imperium Rapax (Album, Pure Steel Records)

### Sampler
- 1995: Metal Gear Titel: "God of Storm"
- 1999: Premiere / Der Herne-Sampler Titel: "Freedom for All"
- 2000: Off Road Tracks vol.38 Titel: "I know You"
- 2000: A Tribute to the Scorpions Titel: "Send me an Angel"
- 2000: A Tribute to ABBA Titel: "Super Trouper"
- 2001: A Tribute to Accept vol. 2 Titel: "Aiming High"
- 2007: A Tribute to Angel Witch Titel: "Frontal Assault"
- 2008: Tribute to Steel / A Tribute to Warlock Titel: "Metal Tango"
- 2009: ReUnation / A Tribute to Running Wild Titel: "Under Jolly Roger"
- 2010: The Crimson Covers / A Tribute to W.A.S.P. Titel: "9.5 Nasty"